# 5640 Yoshino
5640 Yoshino eller 1989 UR3 är en asteroid i huvudbältet som upptäcktes den 21 oktober 1989 av de båda japanska astronomerna Masaru Mukai och Masanori Takeishi vid YCPM Kagoshima Station. Den är uppkallad efter stadsdelen Yoshino i den japanska staden Kagoshima.
Asteroiden har en diameter på ungefär 5 kilometer.